# Wolfgang Schwabe
Wolfgang Schwabe (ur. 12 października 1910 we Frankfurcie nad Menem, zm. 4 stycznia 1978 w Dietzenbach) – niemiecki polityk i urzędnik samorządowy, parlamentarzysta krajowy i europejski.

## Życiorys
Syn sędziego Ernsta Otto Schwabe i malarki Else Luthmer. Po ukończeniu szkoły średniej kształcił się w zakresie mechaniki rolnictwa, pracował następnie w przemyśle rolniczym i motoryzacyjnym. W 1940 wcielony do Wehrmachtu, od 1941 do 1945 walczył w II wojnie światowej i trafił krótko do niewoli jako jeniec. Po wojnie zatrudniony w administracji landu Hesja, m.in. jako dyrektor spa w Lindenfels. Pracował jako asystent ministra spraw wewnętrznych Hesji Heinricha Schneidera, następnie od 1957 do 1961 jako dyrektor tego resortu. Był również m.in. szefem stowarzyszenia transportowego w Hesji i wiceprezesem krajowej organizacji turystycznej.
Od 1951 działacz Socjaldemokratycznej Partii Niemiec, od 1954 do 1968 kierował jej strukturami w powiecie Bergstraße. W latach 1948–1960 burmistrz Lindenfels, następnie do 1964 przewodniczący tamtejszej rady miejskiej. Od 1961 do 1978 był deputowanym Bundestagu, a w latach 1970–1978 oddelegowany do Parlamentu Europejskiego.

## Odznaczenia i wyróżnienia
Odznaczony m.in. Wielkim Krzyżem Orderu Zasługi Republiki Federalnej Niemiec (1973); jego imieniem nazwano ulice w dwóch miastach.